# Lawn Boy
Lawn Boy es el cuarto álbum de estudio de la banda de rock estadounidense Phish, lanzado al mercado el 21 de septiembre de 1990. Originalmente fue lanzado por los sellos discográficos Absolute A Go Go Records y Rough Trade. Después fue reeditado por Elektra Records el 30 de junio de 1992. La canción "Fee" aparece como la pista final en las perimeras ediciones, aunque fue suprimida para la reedición de Elektra. Contiene muchos de los elementos de rock progresivo y de fusión de su anterior álbum Junta, además de bluegrass, jazz y barbershop.
El álbum fue certificado oro por la RIAA el 7 de julio de 2004.
La música de "Bathtub Gin" fue compuesta por el líder de Phish, Trey Anastasio y las letras por la amiga de la banda Suzannah Goodman.
En febrero de 2009, este álbum se unió a la lista de álbumes disponibles en formatos FLAC y MP3 en LivePhish.

## Lista de canciones
1. "The Squirming Coil" (Anastasio, Marshall) - 6:04
2. "Reba" (Anastasio) - 12:27
3. "My Sweet One" (Fishman) - 2:07
4. "Split Open and Melt" (Anastasio) - 4:42
5. "The Oh Kee Pa Ceremony" (Anastasio) - 1:41
6. "Bathtub Gin" (Anastasio, Goodman) - 4:29
7. "Run Like an Antelope" (Anastasio, Marshall, Pollak) - 9:52
8. "Lawn Boy" (Anastasio, Marshall) - 2:32
9. "Bouncing Around the Room" (Anastasio, Marshall) - 3:52

## Personal
Phish:

- Trey Anastasio - guitarra, voz, arreglos
- Page McConnell - piano, órgano, voz
- Mike Gordon - bajo, voz
- Jon Fishman - batería, aspiradora, voz

Invitados en "Split Open and Melt":
- Giant Country Horns:
  - Joseph Sommerville, Jr. - trompeta
  - Dave "The Truth" Grippo - saxofón alto
  - Russell B. Remington - saxofón tenor
- Christine Lynch - voz